# Бобак, Молли
Молли Бобак (англ. Molly Bobak, 25 февраля 1920, Ванкувер — 2 марта 2014, Фредериктон, Нью-Брансуик) — канадская педагог, писательница, гравёр и художница, писавшая маслом и акварелью. Во время Второй мировой войны она стала первой канадской художницей, отправленной за границу для документирования военных действий Канады и, в частности, работы Канадского женского армейского корпуса.

## Биография

### Ранние годы
Молли родилась 25 февраля 1920 года в Ванкувере, Британская Колумбия, в семье Мэри Уильямс (Mary Williams) и Гарольда Мортимер-Лэмба. Мэри Уильямс переехала в Канаду из Великобритании, работала экономкой и няней в семье Мортимера-Лэмба в Монреале. В 1919 году она забеременела от главы семейства. Боясь скандала, Гарольд Мортимер-Лэмб вместе с семьёй и беременной Мэри Уильямс переехал в Ванкувер по совету знакомых. В Ванкувере они жили большой семьёй: Гарольд, его жена Кэйт, их сыновья, экономка Мэри Уильямс и Молли в большом доме на ферме.
Мортимер-Лэмб был горным инженером, журналистом, критиком, коллекционером и фотографом. Он дружил с художниками из Группы семи, в частности с Александром Джексоном, часто навещавшим их дом. Гарольд помогал устраивать выставки для молодых художников, продвигал молодые таланты. По воспоминаниям Джексона, Мортимер-Лэмб первым увидел потенциал Эмили Карр. Он активно рекомендовал малоизвестную тогда художницу Национальной галереи в Оттаве. Мортимер-Лэмб занимался художественной фотографией и в 1926 г. вместе с фотографом Джоном Вандерпантом открыл галерею, ставшей центром музыки, поэзии и живописи.
Молли росла в окружении искусства, любила рисовать и писать. Школа мало её интересовала, поэтому мать уговорила шестнадцатилетнюю Молли поступить в Ванкуверскую школу искусств (сейчас Университет искусств и дизайна Эмили Карр). Обучение было очень академичным, и Молли хотела бросить учёбу, но её мать настояла на том, что важно доводить начатое до конца. Молли вернулась на второй год и встретила Джека Шедболта, который стал её близким другом на всю жизнь. Шедболт с энтузиазмом воодушевил Молли и открыл ей европейских художников, таких как Сезанн и Матисс. В 1941 году Лэмб окончила школу искусств.

### Вторая мировая война
Молли поступила на службу в Канадский женский армейский корпус в 1942 году, поддавшись царившему тогда настроению климату, но, по мнению армии, двадцатидвухлетняя рядовая Лэмб не обладала ни одним из навыков, необходимых работающей женщине той эпохи. С её образованием и подготовкой она стремилась стать военным художником, но получила направление на работу в столовой в казармах Ванкувера. В столовой Молли Лэмб в свободные часы наблюдала за окружающими её людьми, писала и зарисовывала. В этот период она создавала портреты своих коллег, а также начала вести дневник с зарисовками под названием WI10278 (номер её полка).
В феврале 1943 года Молли Лэмб направили в школу сержантского состава в Сент-Анн-де-Бельвю, недалеко от Монреаля. После её окончания младший капрал Лэмб была переведена в Торонто на курсы подготовки к армии. В Торонто жил друг её отца, А. Джексон, Молли приехала к нему в гости и показала ему свой дневник. Стиль рисования и самокритичные юмористические комментарии понравились Джексону. По его мнению, дневник показывал настоящую армию изнутри, как её видела девушка. Дневник был выполнен в виде газетного листа: заголовки, даты, экстренные выпуски новостей, письма редактору, тематические статьи и даже номера выпусков. Иллюстрации были выполнены различными средствами, в основном карандашом, пером, тушью, акварелью и углем.
Первоначально дневник создавался как личное записи, но Джексон видел в нём работу военной художницы, передавшей уникальный опыт женщины в армейской жизни Второй мировой войны. Спустя три года после зачисления в армию, Канадский комитет по отбору военных художников назначил Молли Лэмб первой в Канаде официальной военной художницей. Для неё это стало возможность путешествовать и приобрести новые навыки.
В 1944 году Молли приняла участие в художественной выставке канадской армии. Она заняла второе место, а первое досталось художнику, служившему за границей, молодому человеку по имени Бруно Бобак, её будущему мужу. Весной 1945 года Лэмб получила звание второго лейтенанта и в июне отправилась в Лондон, где встретила Бруно Бобака. Она объехала Голландию, Бельгию, Францию, Германию и Англию, рассказывая о роли женщин в вооруженных силах. Молли отказалась от выданного каждому художнику фотоаппарата, вместо этого она зарисовывала увиденное.

### После войны
В декабре 1945 года Молли и Бруно вернулись в Канаду, поженились и поселились в Ванкувере. Молли преподавала в Ванкуверской школе искусств, работала на радио и телевидение. В эти годы она мало рисовала, так как была занята детьми и преподаванием. В это время она познакомилась с Жаком Маритеном, французским философом и послом Ватикана в США. Он был впечатлен её работами и организовал поездку во Францию на стипендию французского правительства.
По приглашению Национальной галереи Канады Молли Бобак учувствовала в различных выставках, например, на биеннале в Сан-Паулу и биеннале Ванкуверской художественной галереи. Благодаря этим выставкам она смогла добиться финансового успеха и популярности. Молли стала одной из канадских профессиональных художниц, зарабатывавших на жизнь своим искусством.

### Жизнь во Фредериктоне
Молли Бобак получила стипендию от Совета Канады для обучения в Европе. Однако её обучение было прервано назначением мужа на должность в Университете Нью-Брансуика осенью 1960 года. Пара переехала во Фредериктон. Молли Бобак проводила художественные семинары в Университете Нью-Брансуика и по всей Канаде, работала на телевидении, проводила уроки искусства в прямом эфире. Она также была талантливым иллюстратором. Молли Бобак работала во многих национальных и провинциальных художественных организаций, в том числе в Национальном совете по кино, Совете по дизайну марок, Национальной столичной комиссии и Консультативном совете Национальной галереи.
Молли умерла 2 марта 2014 года во Фредериктоне.

## Награды
Молли Бобак была членом Канадской королевской академии искусств и получила почётную степень от университета Нью-Брансуика в 1983 году, университета Маунт Аллисон в 1984 году, и университета Сент-Томас в 1994 году.
В 1995 году она была награждена орденом Канады, в 2002 году — и орденом Нью-Брансуика.